# Nymphoides peltata
Classification phylogénétique
Espèce
Nymphoides peltata (syn. Villarsia nymphaeoides, Limnanthemum peltatum SG Gmel., Nymphoides nymphaeoides (L.) Britton), communément appelé nénuphar frangé, cœur flottant jaune, cœur flottant ou encore frange d'eau, est une plante aquatique de la famille des Menyanthaceae, enracinée, vivace, avec des feuilles flottantes.
N. peltata est originaire d'Asie de l'Est et de la Méditerranée. C'est la seule espèce du genre Nymphoides que l'on puisse trouver dans les régions tempérées. N. peltata s'est répandue en dehors de son aire de répartition d'origine, jusqu'en Amérique du Nord, en Irlande, en Suède et en Nouvelle-Zélande. N. peltata est considérée comme une plante invasive dans bon nombre des régions où elle a été introduite, car elle étouffe les espèces de plantes aquatiques indigènes et peut former des tapis denses, réduisant ainsi la biodiversité et empêchant les activités de loisir.

## Description
N. peltata est une espèce aquatique vivace à racine enracinée avec des stolons rampants au fond de l'eau jusqu'à 2 mètres de profondeur. Chaque nœud sur un stolon peut produire une nouvelle pousse et de nouvelles racines. Les feuilles de N. peltata qui flottent sur l'eau sont cordées et ont un diamètre de 3  à   15 cm, une couleur verte à jaune-verte, un dessous teinté de pourpre et elles se fixent aux rhizomes au fond de l'eau.  Les feuilles ont des bords légèrement ondulés et supportent une inflorescence relâchée ou lâche de deux à cinq fleurs jaunes à cinq pétales (2–4 cm de diamètre) avec des bords de pétales frangés,. Les pédoncules de N. peltata peuvent s'élever de plusieurs centimètres hors de l'eau. Chaque fleur produit une capsule à bec de 1,5–2,5 cm contenant de nombreuses graines aplaties avec des poils marginaux raides,. 
N. peltata est semblable en apparence à Nuphar variegata et aux espèces du genre Nymphaea. N. variegata se distingue le plus facilement de N. peltata par ses feuilles plus grandes, pouvant mesurer jusqu'à 30 cm et sa fleur en forme de coupe. Les Nymphéacées ont des bases de feuilles inclinées, par opposition aux bases arrondies des nymphoïdes, et les nymphoïdes ont des pédoncules nettement plus longs qui supportent des fleurs plus petites. Pour identifier différentes espèces au sein de Nymphoides, des fleurs sont généralement nécessaires.

## Écologie
N. peltata est une espèce d'eau douce et ne se rencontre pas dans les eaux avec une salinité moyenne supérieure à environ 300 mg/l. N. peltata est le plus souvent trouvé dans les rivières, les lacs, les étangs et les réservoirs au débit lent, mais il peut également s'établir dans les marécages et les zones humides. On sait également qu'elle peut aussi pousser dans les fossés, les canaux, les flaques de digues percées et les mares, en particulier celles exposées aux inondations hivernales,. La présence de N. peltata peut signaler un environnement dans lequel l'eau circule.
N. peltata se propage de la manière la plus agressive dans les lacs eutrophiques aux eaux neutres à alcalines, mais l’espèce a également été trouvée dans les lacs oligotrophiques et les étangs acides. N. peltata survient le plus souvent dans des eaux de 1  à   1,5 m de profondeur, mais elle peut survivre dans des eaux de 0,3  à   3,0 mètres de profondeur. Le substrat idéal pour N. peltata est constitué d'argile ou d'argile recouverte d'une fine couche de sapropèle. N. peltata est présent dans les environnements tempérés et a même été trouvé dans l'est de l'Ontario et dans l'ouest de la Russie. La limite la plus septentrionale de N. peltata est aux environs de l'isotherme de juillet à 16 °C.
Selon la température de l'eau, N. peltata fleurit entre mai et octobre dans l'hémisphère nord et entre octobre et avril dans l'hémisphère sud.  Chaque fleur survit une journée, alors que les feuilles peuvent persister de 23  à   43 jours. Les graines sont libérées 32  à   60 jours après la fin de la période de floraison et peuvent germer dans des conditions hypoxiques,. En automne, la biomasse aérienne de N. peltata meurt, s'enfonce dans le substrat et se décompose. La plante hiverne alors sous forme de rhizomes en sommeil.  Ces rhizomes peuvent survivre à des températures de gel allant jusqu'à −30 °C.  En hiver, les stolons et les tiges, sur ou sous le substrat, peuvent rester en dormance jusqu'au printemps et certaines petites feuilles submergées de 1  à   2 cm poussent parfois sur ces tiges. Après l'hiver, l'espèce a besoin de lumière et d'oxygène pour produire une nouvelle croissance et des feuilles flottantes commencent à apparaître au printemps.
N. peltata peut se reproduire par voie végétative ou sexuelle. Les fragments d'une plante, notamment les stolons, les rhizomes et les feuilles attachées à une partie de la tige, peuvent également devenir une nouvelle plante. Les graines sont produites soit par pollinisation croisée, soit par autopollinisation, bien que l'auto-pollinisation produise généralement moins de graines viables que la pollinisation croisée. La dispersion des graines est facilitée par leur semi-hydrophobie, qui leur permet de flotter à la surface de l'eau jusqu'à ce qu'elles soient perturbées. Les graines sont adaptées pour adhérer à des surfaces telles que les flancs, les plis de peau interdigitaux et les petites plumes de la tête des oiseaux aquatiques, qui sont hydrophobes. En vol, les trichomes marginaux qui entourent les graines, les maintiennent attachées à l'oiseau, mais une fois retournées dans l'eau, les graines se détachent et s'enfoncent dans le substrat, où la germination peut commencer. L'adhérence aux animaux amphibies et aux bateaux est un autre moyen de dispersion. Inversement, les graines mangées par les canards, les oies ou les poissons sont complètement digérées et ne sont plus viables.

## Espèce invasive
N. peltata est couramment vendu pour l'ornement de jardins d'eaux,. L'espèce est transférée intentionnellement ou accidentellement vers des lacs et des rivières situés en dehors de son aire de répartition naturelle. Aux États-Unis, la première apparition de la plante enregistrée est faite en 1882 dans le Massachusetts, et elle est vendue sur le marché intérieur depuis les années 1930. N. peltata a été observé dans 29 États américains et à Washington D.C., et s'est naturalisé dans des eaux à faible vitesse de circulation,. Au Canada, N. peltata a été trouvé à Terre-Neuve, en Nouvelle-Écosse, au Québec, en Ontario et en Colombie-Britannique, mais n'a pas encore été naturalisé. N. peltata a été introduit intentionnellement en Suède au début du XIXe siècle et a été répertorié pour la première fois en tant qu'espèce non autochtone en 1870. Originaire du centre et de l'est de la Grande-Bretagne, N. peltata a été transporté comme plante ornementale autour de la Grande-Bretagne et de l'Irlande et a été documenté pour la première fois en Irlande avant 1866. En 1988, N. peltata a été découvert en Nouvelle-Zélande, où il est considéré comme une mauvaise herbe nuisible. Il est également désigné espèce envahissante en Suède, en Irlande et dans certaines régions d'Amérique du Nord.
Cependant, alors que N. peltata est une espèce envahissante située en dehors de son aire de répartition d'origine, elle est maintenant classée au Japon, où elle est considérée comme une espèce vulnérable. En Espagne, en Biélorussie et en République tchèque, N. peltata est en danger critique d'extinction, en danger en Lituanie et vulnérable en Allemagne et en Suisse.
N. peltata peut avoir de nombreux impacts écologiques et sociaux négatifs sur ses régions introduites. N. peltata peut rapidement croître et s’étendre pour former des plaques de végétation denses à la surface de l’eau qui limitent la quantité de lumière entrant dans l'eau. En conséquence, les macrophytes immergés indigènes sont exclus et la biodiversité est réduite. Les populations denses de N. peltata peuvent être perturbées par des populations denses de réseaux trophiques, en particulier si les algues sont ombrées. Les tapis de N. peltata peuvent également réduire la quantité d'oxygène dans l'eau et créer des zones d'eaux stagnantes. Les poissons et autres espèces aquatiques peuvent également être forcés de se déplacer une fois que les tapis de N. peltata se forment. N. peltata a également une incidence sur les schémas de fertilisation internes, car il transporte l'azote et le phosphore des sédiments vers sa biomasse flottante au fur et à mesure de sa croissance et libère ces nutriments dans l'écosystème lors de sa décomposition hivernale. 
Sur le plan social, N. peltata peut avoir un impact négatif sur les activités de loisirs telles que la navigation de plaisance, la pêche et la natation. La présence de nappes de N. peltata peut également réduire la valeur esthétique des étendues d’eau, ce qui peut à son tour déprécier les valeurs immobilières et touristiques.

## Stratégie de contrôle
Comme N. peltata peut se propager par fragmentation, le contrôle mécanique est une stratégie difficile, car il peut souvent aider à sa dispersion. Une approche plus efficace consiste à couper les pétioles des feuilles une à deux fois chaque printemps et chaque été. Couper, récolter et recouvrir les plantes avec des matériaux de barrière peut parfois aboutir à un effort de contrôle réussi. Le ratissage manuel peut être une stratégie viable dans des zones très localisées. Cependant, le dragage n'est pas une méthode efficace car les racines et les rhizomes peuvent survivre au dragage mécanique. 

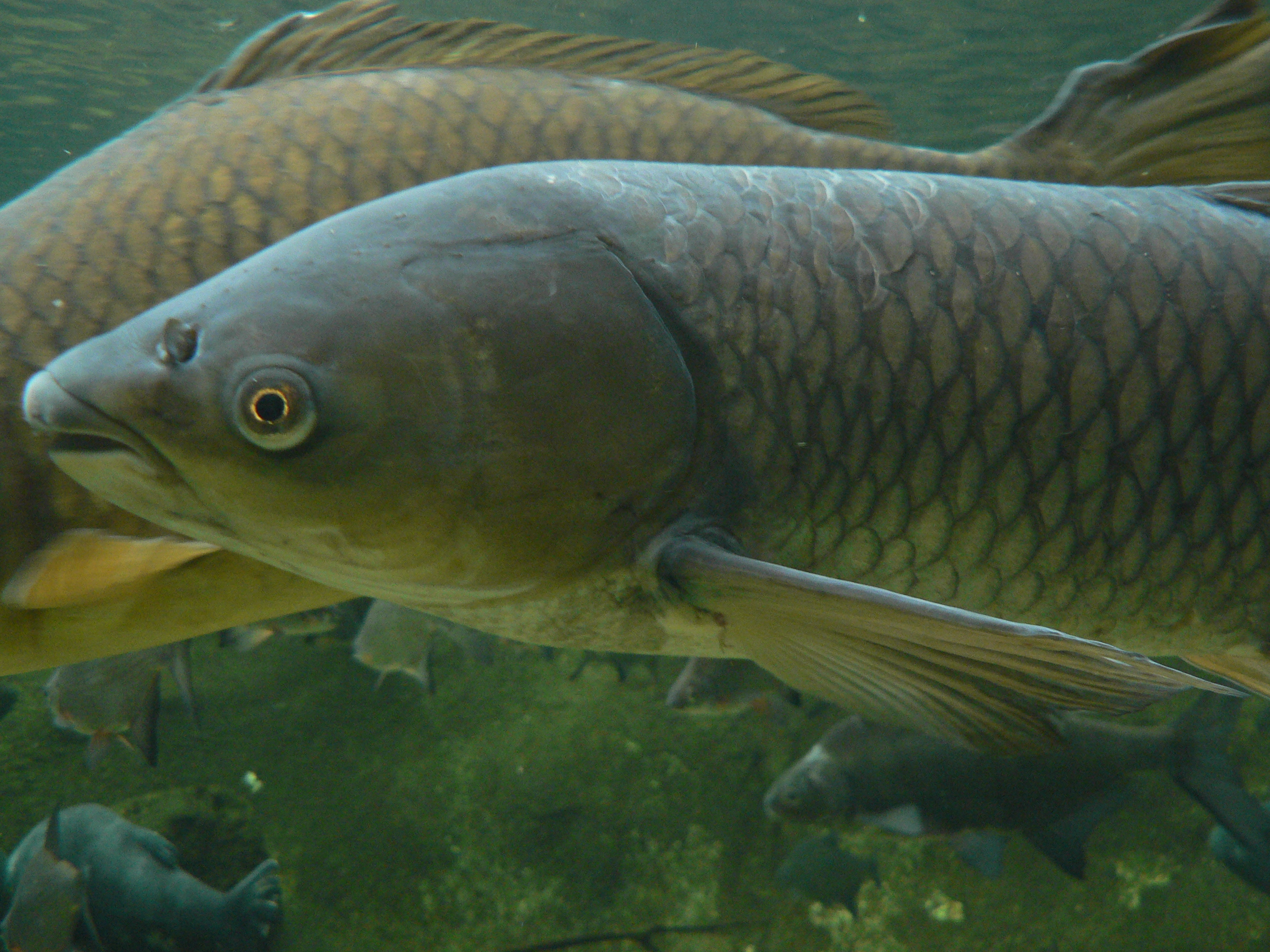
Carpe de roseau (Ctenopharyngodon idella)

Il n’existe aucun agent de lutte biologique efficace contre N. peltata. Bien que la Carpe de roseau puisse se nourrir de parties de N. peltata, le poisson consomme généralement d'abord les macrophytes immergés et il n'a pas été démontré que ce dernier se nourrissait de N. peltata.
Le glyphosate appliqué aux feuilles flottantes après leur émergence vers la fin du printemps ou en été, a été utilisé comme moyen de lutte chimique contre N. peltata. Néanmoins, des applications répétées sont nécessaires et la pulvérisation des feuilles permet un contrôle de 40 à 50% pour une seule saison. Le dichlobénil est plus efficace que le glyphosate pour contrôler N. peltata. L'application du produit chimique au printemps pendant l'émergence des feuilles, associée à l'élimination mécanique des feuilles et à l'application répétée de dichlobénil a été efficace. Cependant, les producteurs de dichlobénil conseillent de ne pas traiter plus de 20% d'un plan d'eau et de ne pas traiter les zones où le débit dépasse 90 m/heure. En Irlande, le dichlobénil n'est plus légalement autorisé à être utilisé à proximité ou dans des étendues d'eau, car il peut potentiellement nuire aux autres organismes aquatiques tels que les poissons.

## Autre
N. peltata est une plante comestible. Les feuilles et les fleurs sont cuites comme une plante potagère, de même que les pétioles, mais ils doivent être épluchés. Les graines sont moulues et utilisées à d'autres fins culinaires. Les feuilles fraîches sont couramment utilisées pour traiter les maux de tête.